# Takashi Yanase

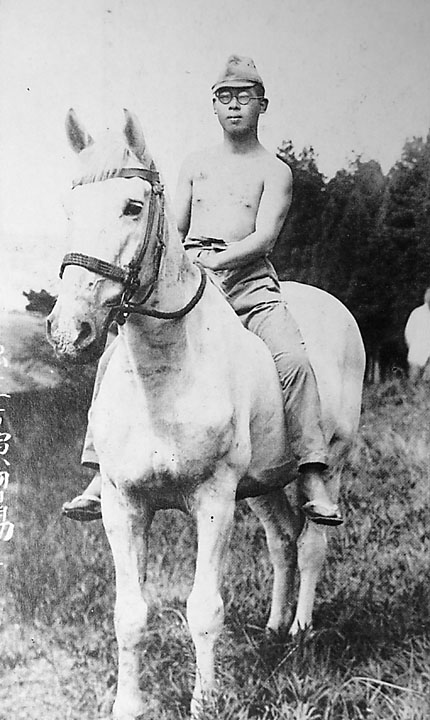
Fotografía de Takashi Yanase montando a caballo, (1940).

Takashi Yanase (やなせたかし Yanase Takashi?,  6 de febrero de 1919 - 13 de octubre 2013) fue un escritor, dibujante, poeta y lírico japonés. Uno de sus principales trabajos como dibujante fue haber creado al personaje  Anpanman en 1969 y la serie de manga - anime en 1973.

## Trabajos

### Animación
- The Gentle Lion ( Yasashii Raion?, 1975)
- Little Jumbo ( Chiisana Janbo?, 1977)
- Ringing Bell (チリンの鈴 Chirin no Suzu?, 1978)
- Anpanman (それいけ！アンパンマン Soreike! Anpanman?, 1988–presente)
- Mighty Cat Masked Niyander (ニャニがニャンだー ニャンダーかめん Nyani ga Nyan daa Nyandā Kamen?, 2000)
- Laughing Hat Little Bō (わらうぼうし　リトル・ボオ Warau Bōshi Ritoru Bō?, 2003)